# Chelidonura sandrana
Chelidonura sandrana is een slakkensoort uit de familie van de Aglajidae. De wetenschappelijke naam van de soort is voor het eerst geldig gepubliceerd in 1973 door Rudman.